# Жупании в Хърватия
Република Хърватия административно е разделена на 20 жупании. Всяка жупания се състои от общини и градове, които общо надвишават 500. Бившата 21-ва „Жупания град Загреб“ е обединена със Загребска жупания през 1995 г. Град Загреб получава особен статут на самостоятелна административна единица през 1997 г.
До 1997 г. служебните имена на жупаниите са включвали и думата жупания преди наименованието на административната единица. След 1997 г. думата жупания е поставена накрая - така например бившата Жупания Вараждинска сега е Вараждинска жупания.
Според правилника за местните гербове и знамена жупанските знамена трябва да са съставени от 2 цвята, с поставени гербове по средата или в десния край на знамето.

## Жупании
1. Загребска
2. Крапинско-загорска
3. Сисашко-мославска
4. Карловацка
5. Вараждинска
6. Копривнишко-крижевска
7. Биеловарско-билогорска
8. Приморско-горанска
9. Лишко-сенска
10. Вировитишко-подравска
11. Пожежко-славонска
12. Бродско-посавска
13. Задарска
14. Осиешко-баранска
15. Шибенишко-книнска
16. Вуковарско-сремска
17. Сплитско-далматинска
18. Истрийска
19. Дубровнишко-неретванска
20. Меджимурска
21. Град Загреб